# Dianthus uzbekistanicus
Dianthus uzbekistanicus är en nejlikväxtart som beskrevs av Igor Alexandrovich Linczevski. Dianthus uzbekistanicus ingår i släktet nejlikor, och familjen nejlikväxter. Inga underarter finns listade i Catalogue of Life.